# Isla Anchor
La isla Anchor (en inglés: Anchor Island; en maorí: Puke Nui) es una isla de 1380 hectáreas (3400 acres) en Dusky Sound, en el Parque nacional de Fiordland, en el distrito de Southland de Nueva Zelanda. La isla tiene una altura de 417 metros  y está a 2,5 km de la parte continental de Nueva Zelanda. Ahora es utilizada por el Departamento de Conservación como un refugio seguro para las aves en peligro de extinción tales como la Philesturnus carunculatus y el kakapo (Strigops habroptilus).